# Виклёф, Ларс
Ларс-Оке (Лассе) Виклёф (швед. Lars-Åke "Lasse" Wiklöf; 21 сентября 1944, Мариехамн, Аландские острова — 23 августа 2008, Мариехамн, Аландские острова) — финский политик, председать Аландской социал-демократической партии, депутат Лагтинга. Министр финансов Аландских островов в 1984—1988, 1991—1995 и 2005—2007 годах.

## Биография
Первый раз был избран в Лагтинг в 1975 году.. До политической карьеры он работал продавцом и репортёром в газете Ålandstidningen.
Активно участвовал в программе по очистке Балтийского моря. В память о политике вручается премия Виклёфа. Премия присуждается парламентариям балтийских стран, которые внесли вклад в улучшение экологического состояния Балтийского моря. Первым лауреатом в мае 2009 года стала норвежский политик Асмунд Кристофферсен.
Бизнесмен Андерс Виклёф — брат Ларса Виклёфа.